# Поклонение на влъхвите (Лоренцо Монако)
„Поклонението на влъхвите“ е картина на Лоренцо Монако, запазена в Уфици във Флоренция. Това е темпера върху дърво (115 × 183 см), рисувана в международна готика. Създаден е за църквата „сант Аджидио“, датиран е 1421-1422 г. В средата на XV век Козимо Росели изработва нова рамка за картината и прибавя изображения на два пророка в горните ъгли на картината
Творбата често се нарича „шедьовърът на Лоренцо“, който достига върха на международния готически стил, рисуван в началото на 1404 г., свързан с влиянието на Лоренцо Гиберти.

## Описание
Творбата е замислена по оригинален начин, като единично голямо изображение с намалено използване на златния фон, вече почти излязъл от мода. Въпреки това, рамката все още напомня формата на триптих, с рамките на арките, които нахлуват в горната част на сцената. Вляво е хижата на Рождество Христово, построена като малка сграда със сводест двор (където стоят волът и магарето) от антинатуралистична гледна точка, по маниера на Джото, вероятно желан архаичен ефект в отговор на „студената“ перспективна математика на Брунелески и Мазачо.
Мадоната, обвита в среднощна синя мантия със златна подплата, седи на скала с изпънати крака и показва Младенеца на околните; върху робата и (глава и рамене) са трите звезди, символ на девствеността. Вместо това св. Йосиф седи в долния ляв ъгъл и гледа нагоре. Централната и дясната части са заети от приказното шествие на влъхвите. Те са на преден план в центъра и вече са положили короните, които са на земята (две) и в ръката на слугата с меча и виолетовата роба (една); първият и третият, съответно старият и младият, вече коленичат. Белобрадият маг съзерцава детето, в чиито нозе вече е положил своя дар. Мъдрецът на зряла възраст, от другата страна, все още стои между двамата спътници, държейки в едната си ръка скъпоценен блендер, а с другата подгъва на робата си, обърнат навън, показващ сребърна подплата, като погледът му е прикован към детето. Те, за разлика от евангелската традиция, която е иска всички те да са възрастни, съставляват трите възрасти на човека.